# Atlantis Paradise Island

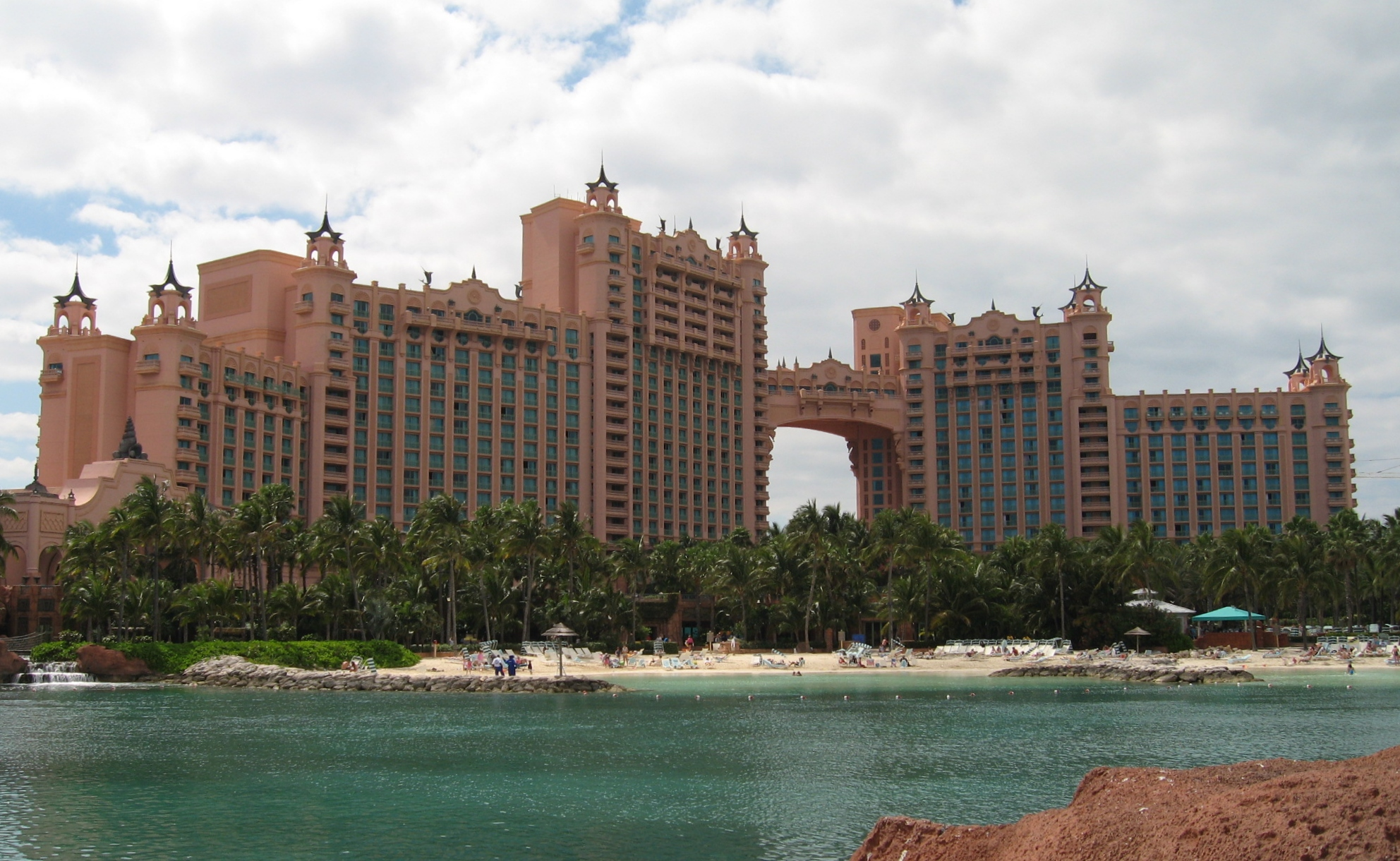
The Royal Towers

Atlantis Paradise Island is een hotel op Paradise Island, nabij Nassau, de hoofdstad van de Bahama's.
Het hotel met 2317 kamers en suites is zeer exclusief en een van de duurste ter wereld. De duurste kamer bevindt zich in de Royal Towers; deze kamer kost per nacht US$ 25.000. Het hotel beschikt over meerdere restaurants, een strand, een waterpark met meerdere zwembaden en glijbanen, het grootste casino van het Caribisch gebied, een eigen politiemacht van 250 man en een winkelcentrum. Vanwege de omvang van het hotel zijn er meer dan 6000 werknemers in dienst.
Het hotel bestaat uit meerdere gebouwen. Onder het hotel bevindt zich een groot aquarium. Het hotel kwam voor in de Bondfilm Casino Royale uit 2006.